# Neuhoff (Adelsgeschlecht)

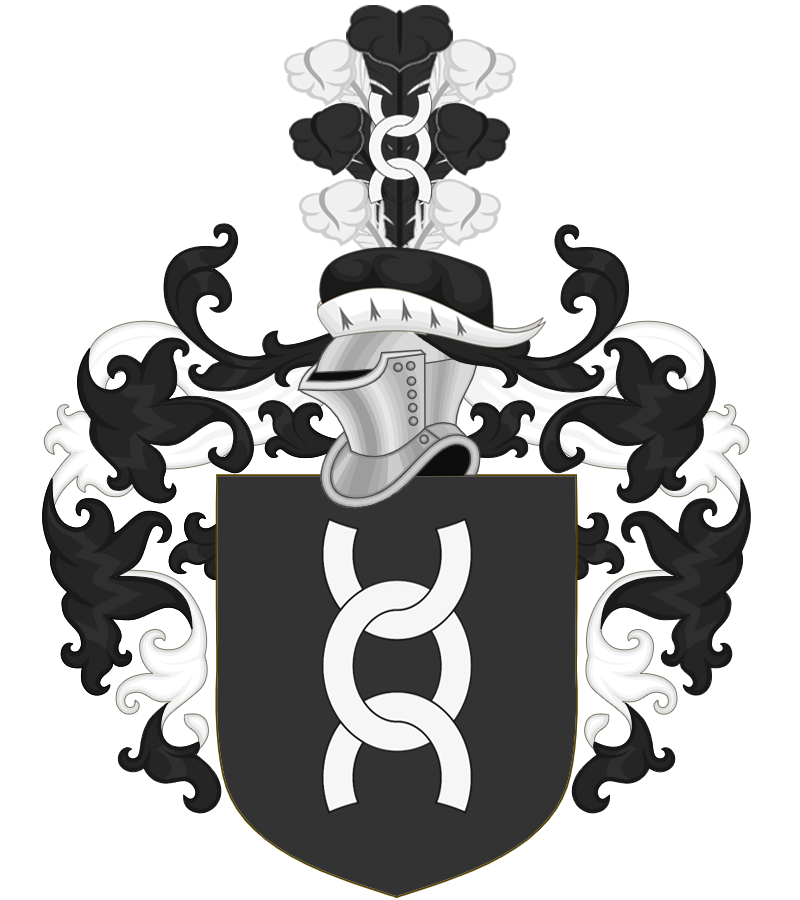
Wappen derer von Neuhoff

Neuhoff ist der Name eines alten westfälischen Adelsgeschlechts aus der Grafschaft Mark, das sich bis ins 14. Jahrhundert zurückverfolgen lässt.
Aus der Familie gingen zahlreiche Seitenlinien hervor. Stammsitz ist Schloss Neuenhof (bei Lüdenscheid). Weitere Besitze waren Pungelscheid (bei Werdohl), Haus Ley (bei Ründeroth), Burg Eibach (bei Lindlar, heute Ruine) und Burg Koverstein (bei Meinerzhagen, heute Ruinenreste). Die Familie stellte über Generationen die Drosten in einigen Ämtern der Region und besetzte weitere einflussreiche Positionen. Aus ihr gingen der einzige König von Korsika, ein Bischof und mehrere Äbte hervor. Zweige der Familie bestehen bis heute.

## Geschichte

### Stammlinie
Rötger (Rütger) vam Nienhave (Niggenhove) ist der älteste bekannte Vertreter der Familie und wurde 1326 erstmals in einem Brief zu Soest genannt. 1331 wurde „Rütger van dem Niggenhove, ein wohlgeborner Knape“ vom Graf Heinrich von Nassau-Siegen mit einer Geldsumme belehnt. Bei dem Niggenhove handelte es sich wohl um eine Wasserburg. Rötger hatte zwei Söhne, Engelbert und Rötger.
Engelbert „dey Kelner“ van dem Niggenhove wurde 1338 und 1352 als Besitzer des Hauses Neuenhoff genannt. Er war verheiratet mit Judit (Gudeke) von Düdenscheid, ihre Kinder hießen Rötger, Eberhard (Evert) und Engelbert.
Engelbert (II.) van dem Niggenhove „dey Schnacke“ gehörte noch das halbe Haus Neuenhoff. Er heiratete 1361 Agnes (Neyse) von Deisinghausen und hatte mit ihr zwei Söhne, Engelbert und Johann.
Rütger von Neuhoff auf Kaltenbach bei Ründeroth erscheint 1370.
Engelbert (III.) vam Nyenhofe heiratete Elisabeth von Fremersdorff und hatte mit ihr sechs Kinder.
Johann von dem Neyenhofe tritt 1395 urkundlich auf und siegelt.
Röttger (II.) von Neuhoff „dey Duve“ (der Taube) (* 1378, † 1447), Sohn von Engelbert, verteidigte 1404 im Dienste des Grafen Adolf von Kleve die Burg Bergneustadt, eroberte die Wolffsburg in Hessen, die Stadt Lennep im Bergischen und zog bis vor Mülheim am Rhein. Aufgrund seiner Verdienste wurde er Amtmann zu Lüdenscheid, Bergneustadt, Breckerfeld und Plettenberg. 1408 erwarb er die Anteile seiner Brüder und Vettern am Schloss Neuenhoff und wurde so alleiniger Besitzer. 1419 heiratete er Elisabeth von Plettenberg und bekam mit ihr zwei Söhne, Johann und Hermann, sowie eine Tochter. 1435 war er Bürgermeister von Lüdenscheid.
Adolf von Neuhoff genannt von der Ley beginnt 1420 die ununterbrochene Stammreihe.
Johann von Neuhoff „dey Duve“, erbte Schloss Neuenhoff und die Drostenämter zu Lüdenscheid und Breckerfeld. Er heiratete Margret von und zu Cobbenrode.
Georg von Neuhoff († 1538), einziger Sohn von Johann, erbte das Drostenamt zu Lüdenscheid und Breckerfeld. Er heiratete Bilie (Wigile) Steck zur Steinkulen und hatte mit ihr vier Kinder.
Jacob von Neuhoff († 1578), Sohn von Georg, war Drost zur Bergneustadt und seit 1529 mit Elske Quad von Wickrad zu Stadteck verheiratet, mit der er fünf Kinder hatte.
Steffen von Neuhoff († 1609), Sohn von Jacob, wurde Truchsess des Herzog Wilhelm zu Jülich-Kleve-Berg und erbte das Drostenamt in Bergneustadt. 1572 heiratete er Margret von und zu Canstein und kam so an ihr Erbe zu Horstmar und Neuenburg. Das Paar hatte 10 Kinder, der Älteste war Leopold.
Leopold von Neuhoff (* 1574, † 1634) wurde infolge des Jülich-Klevischen Erbfolgestreites um 1614 kurbrandenburgischer Rat. 1632 wurde er Drost zu Hörde und Lünen und gab dafür das Amt in Bergneustadt ab. Er war verheiratet mit Elisabeth Schenckinck zu Bevern, Haselünen und Horstmar.
Steffen von Neuenhoff (* 1608, † 1671), sein Sohn, und wurde ebenfalls kurbrandenburgischer Rat sowie Droste zu Altena und Iserlohn. 1643 ließ er das Schloss Neuenhoff nach Kriegsbeschädigungen zu einem zweigeschossigen Wohnhaus ausbauen. Er heiratete 1638 Adolpha von Ascheberg und hatte mit ihr neun Kinder.
Johann Leopold von Neuhoff (* 1641, † 1701), ältester Sohn Steffens, war Herr zu Neuenhoff und Laer. Er durchwanderte Frankreich und Italien und wurde 1666 kurbrandenburgischer Hauptmann. Ferner war er Klever und Märkischer Justiz- und Hofgerichtsrat und Droste zu Altena und Iserlohn. Das Schloss ließ er an der Ostseite durch zwei flankierende Türme erweitern. 1695 wurden die Arbeiten durch Aufsetzen einer Wetterfahne mit Jahreszahl abgeschlossen.
Elisabeth Josina Neuhoff, seine Tochter aus zweiter Ehe mit Ida von und zu Laar, wurde mangels männlichem Nachwuchs Alleinerbin. 1714 heiratete sie den Freiherrn Friedrich Wilhelm Leopold Christian von Bottlenbeck genannt Kessell zu Hackhausen.

### Neuhoff zu Pungelscheid
Hermann (I.) von Neuhoff, der zweite Sohn Röttgers (II.) und Elisabeth von Plettenbergs (s. o.) war 1465 Herr zu Pungelscheid, Pfandherr des Hauses Rade auf der Volme und Droste zu Nienrade.
Hermann (II.) von Neuhoff, Sohn Hermanns, hatte Besitz zu Neuenrade und war verheiratet mit Catharina von Bonzel. Ihre Söhne Volmer, Caspar und Bernd wurden 1524 in einem Brief des Stifts Herdecke als Brüder und Zeugen genannt.
Volmer von Neuhoff († vor 1544) erbte das Drostenamt und den Besitz zu Neuenrade und wurde 1509–1543 erwähnt. Um 1520 heiratete er Anna von Voss zu Rodenberg und hatte mit ihr drei Söhne, Hermann, Wilhelm und Volmer. Die Burg Pungelscheid fiel jedoch an seinen Bruder Caspar. Von ihm erbte sie dessen Schwiegersohn Jaspar Rump von Varenbert.
Volmer (II.), Sohn Volmers (I.) von Neuhoff, lebte noch 1560. Er war verheiratet mit Sophia Knipping zum Grimberg und Grevel und hatte mit ihr acht Kinder, darunter Gert und Hermann.
Gert von Neuhoff erbte das Drostenamt Nienrade und war Herr zu Rhade, Gelinde und Grevel. 1573 begleitete er Herzog Wilhelm von Jülich-Kleve-Berg nach Preußen und nahm 1585 auf einem Turnier in Düsseldorf teil. 1598 wurde er Drost zu Bergneustadt. 1607 wurde er zudem mit Lüneburg belehnt und nannte sich nun Drost zu Lünen, Herr zu Grevel. Er war zunächst mit Cecilia von Ingenhaven verheiratet und hatte mit ihr einen Sohn, Wilhelm. Danach war er noch dreimal verheiratet und hatte viele weitere Kinder.
Wilhelm von Neuhoff, Herr zu Rhade und Gelinde, war auch Drost zu Lünen und Nienrade. Im Dreißigjährigen Krieg wurde er 1627 kurbrandenburgischer Kriegs-Kommissar. 1636 heiratete er seine 14-jährige Cousine Anna Henrica von Neuhoff gen. Ley, Erbin zu Pungelscheid und brachte so Pungelscheid wieder in Familienbesitz. Aus der Ehe gingen vier Kinder hervor.
Diedrich Steffen (Stephan) von Neuhoff († 1694), der älteste Sohn Wilhelms, wurde Herr zu Pungelscheid, Gelinde, kurbrandenburgischer Drost zu Nienrade und Kleve und Märkischer Justizrat. 1662 heiratete er ebenfalls eine Cousine, Anna Elisabeth von und zu Neuhoff. Mit ihr hatte er 10 Kinder, darunter Franz Bernhard Johann und Leopold Wilhelm, den Vater des kurzzeitigen Königs von Korsika, Theodor von Neuhoff.
Franz Bernhard Johann von Neuhoff (* 1664, † 1747) wurde Herr zu Pungelscheid, Rade, Ebach, Gelinde, Muckhausen und Sassenrade. Zudem wurde er königlich-preußischer geheimer Regierungsrat und Drost zu Nienrade, Altena und Iserlohn. Mit seiner zweiten Frau Amalia Wilhelmina Elisabeth von der Mark zu Vilgeste hatte er drei Söhne und vier Töchter. Das Geschlecht von Neuhoff besteht bis heute.

### Neuhoff zu Ahausen
Hermann (III.) von Neuhoff (* um 1530, † 1581), Sohn des Volmar II. von Neuhoff zu Pungelscheid, heiratete vor 1559 Elisabeth von Schnellenberg, Erbin zu Ahausen und kam durch sie in Besitz von Gut Ahausen. Ihre Kinder hießen Wilhelm, Johann und Anna.
Wilhelm von Neuhoff zu Ahausen erbte Ahausen. Sein Bruder Johann von Neuhoff wurde 1586 als Herr zu Förde, Niedermarpe und Weuspert erwähnt. Johanns Tochter Theodora Guida erbte 1633 Niedermarpe und heiratete später Ernst Jobst von Schledorn. Seine Schwester Anna von Neuhoff, heiratete im Jahre 1592 den kurkölnischen Rat und Drosten der Ämter Eversberg und Medebach Heinrich von Schade, der ein Burgmannsgut zu Grevenstein besaß.
Johann Adrian von Neuhoff, Sohn Wilhelms, erbte das Schloss Ahausen.
Sein Sohn, der als fürstlich fuldaischer Amtmann in Bieberstein lebte, verkaufte 1642 das Gut Ahausen an seinen Vetter Johann Moritz von Schade zu Grevenstein.

## Wappen
Das Wappen zeigt eine herabhängende Kette von meist drei Gliedern. Auf dem Helm einen Turnierhut mit mehr oder weniger Schwungfedern. Die Tincturen sind verschieden. Die Neuhof ohne Beinamen haben in Schwarz eine silberne Kette, die Neuhof genannt von der Ley haben die silberne Kette in Blau und jene die Schwungfedern eine um die andere Schwarz und Silber, diese Blau und Silber. Anfangs scheinen die Neuhof genannt Ley nur zwei halbe Ringe im Wappen geführt zu haben.
Es besteht eine Wappenverwandtschaft zu den Herren von Boenen aus Westfalen.

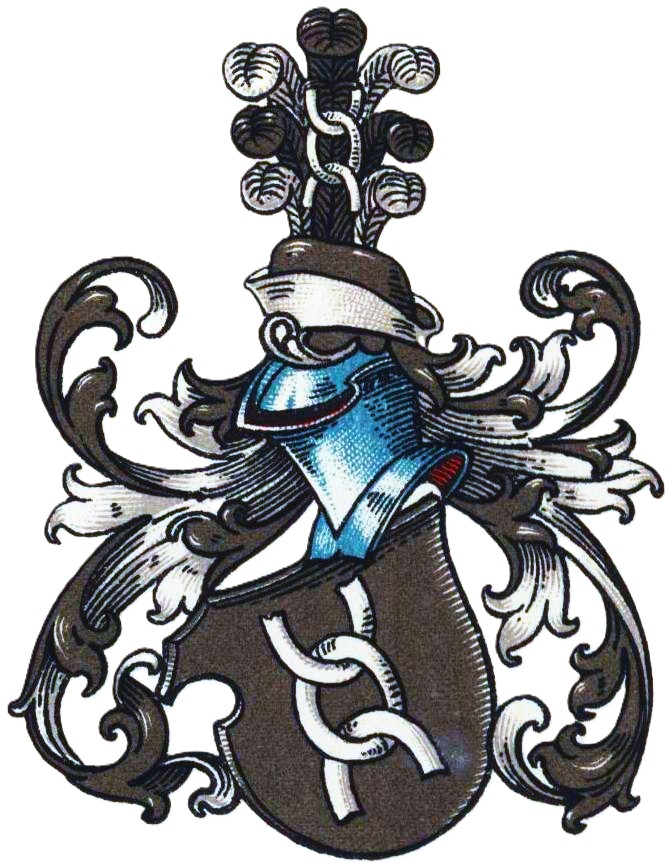
Wappen derer von Neuhoff im Wappenbuch des Westfälischen Adels
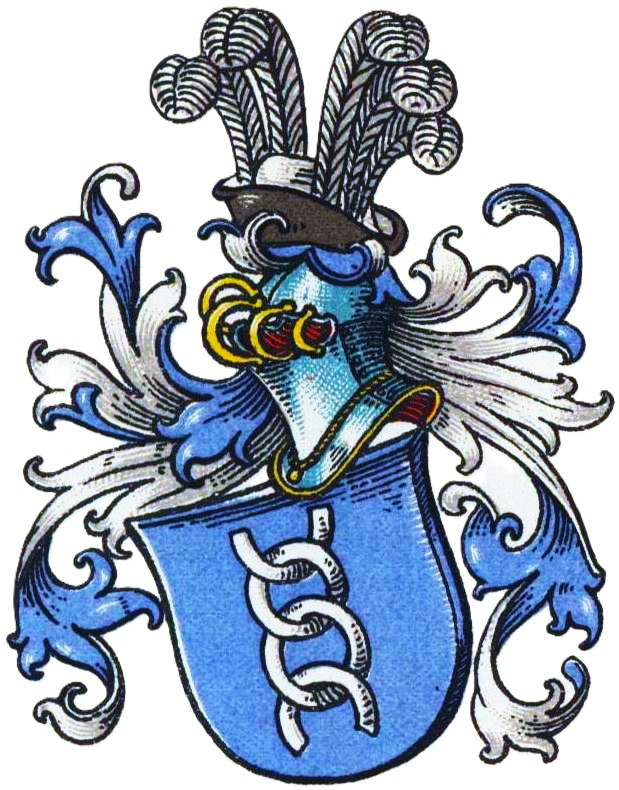
Wappen derer von Neuhoff genannt Ley im Wappenbuch des Westfälischen Adels
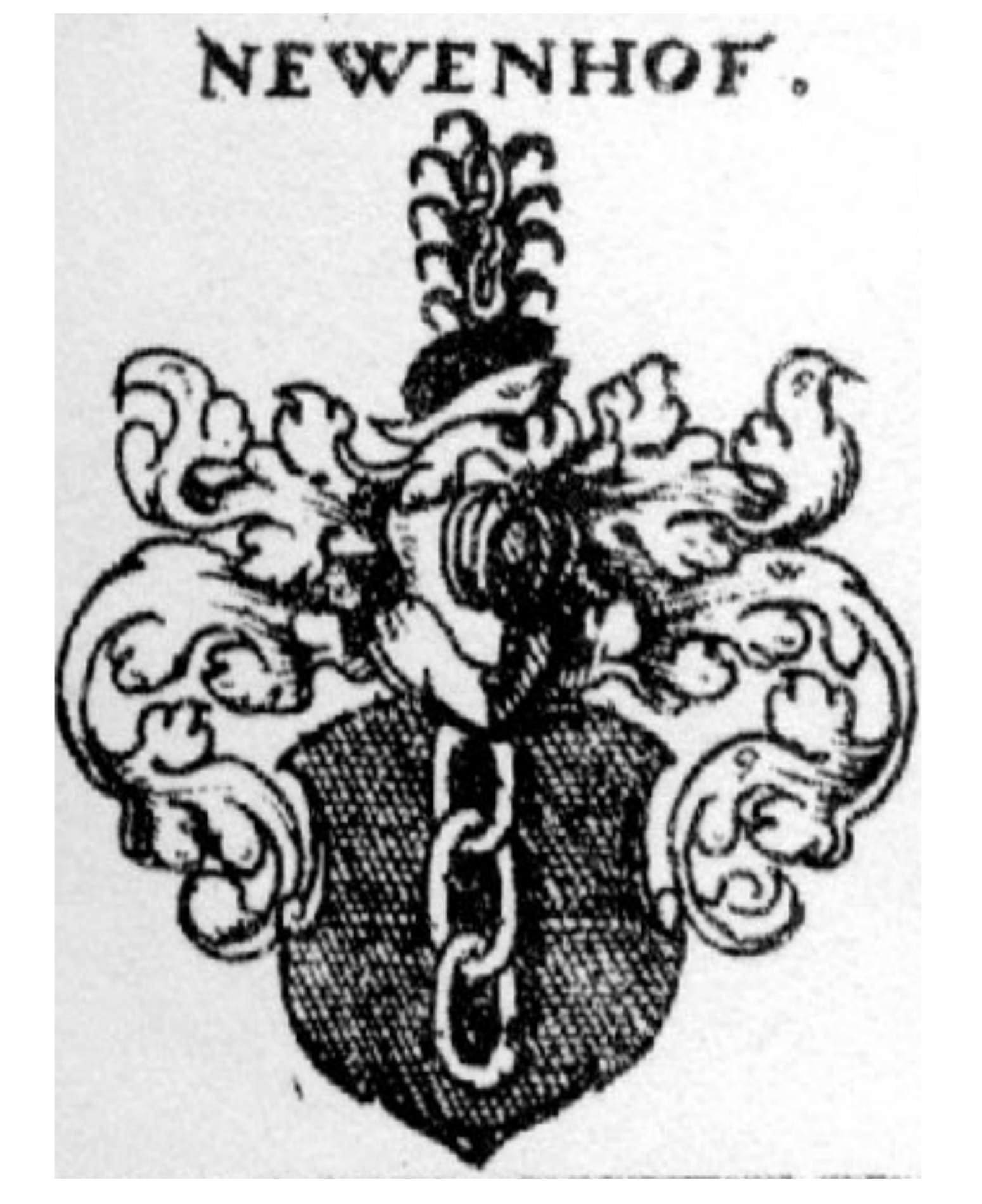
Wappen derer von Neuhoff bei Johann Siebmacher
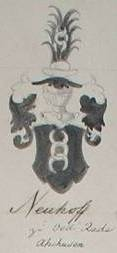
Wappen derer von Neuhoff
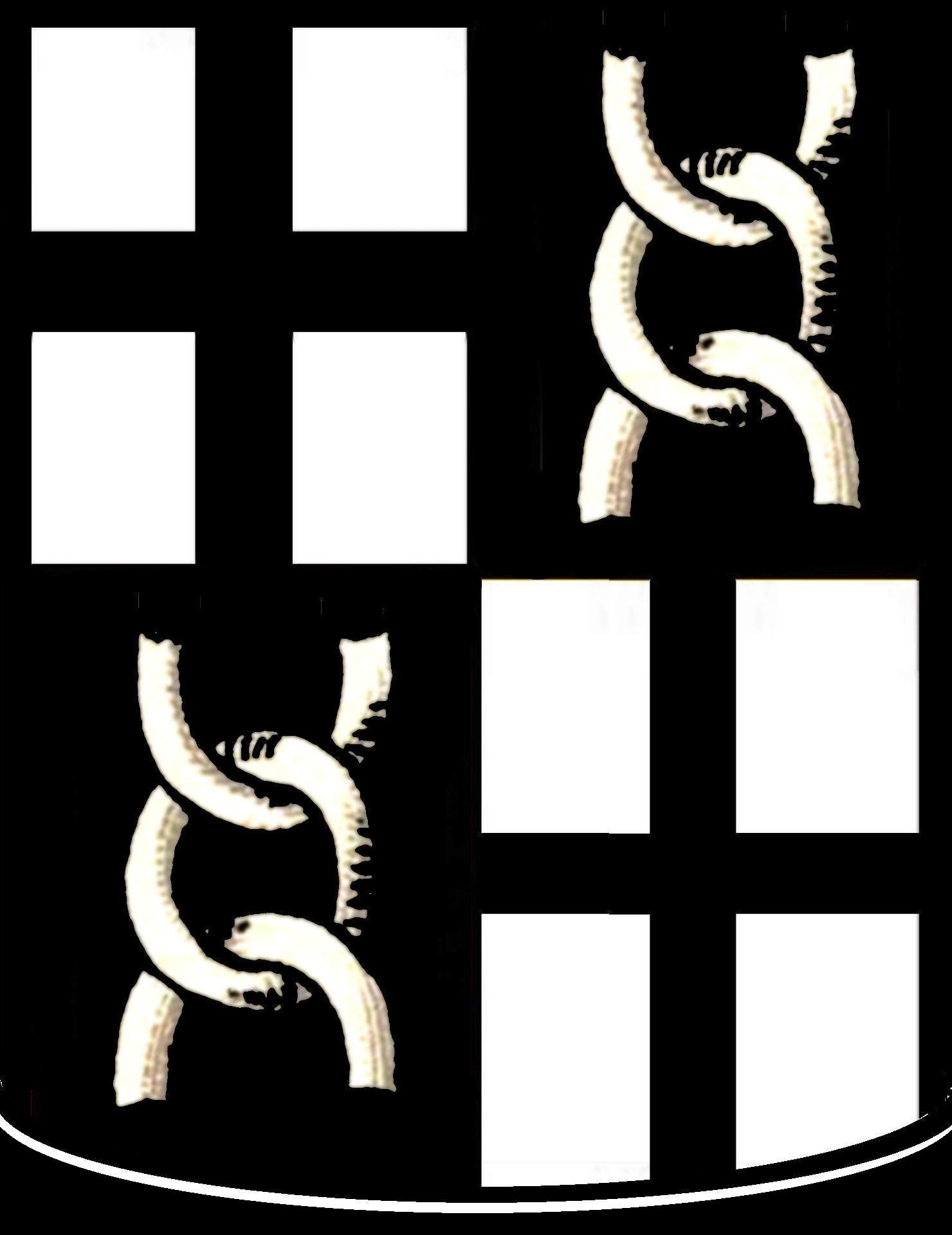
Wappen des Hermann Georg von Neuhof, Fürstabt von Fulda 1635–1644

## Bekannte Familienmitglieder

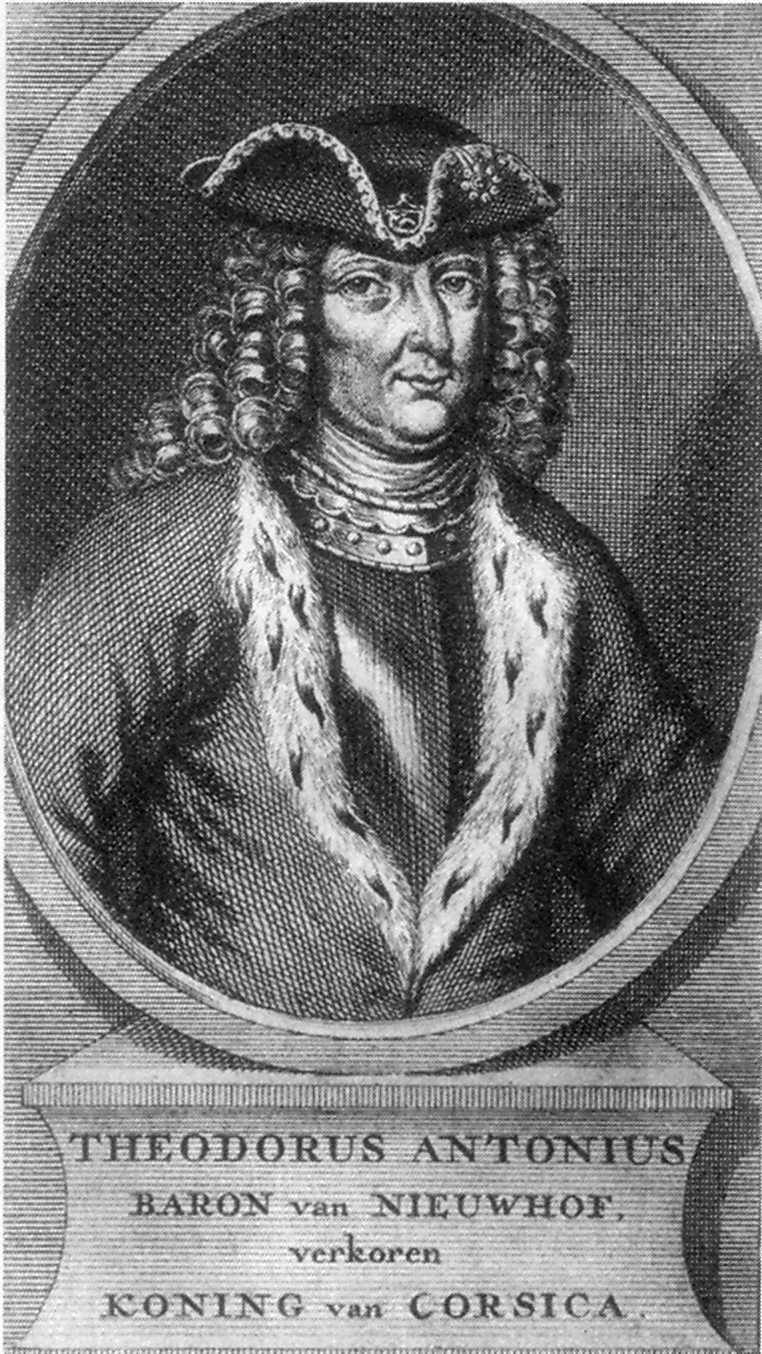
Theodor von Neuhoff

- Theodor von Neuhoff zu Pungelscheid (1694–1756), Abenteurer, 1736 zum König von Korsika gewählt, Unterstützer der dortigen Freiheitsbewegung.
- Hermann Georg von Neuhof (1596–1644), Fürstabt von Fulda 1635–1644
- Philip Leopold von Neuhoff (1618–1670), Komtur der Deutschordensballei Hessen
- Rutger Stefan von Neuhoff-Ley, Abt der Reichsabtei Kornelimünster 1699–1713